# 3+2
3+2 ist eine belarussische Band. Sie vertrat ihr Heimatland beim Eurovision Song Contest 2010.

## Werdegang
Die Band besteht aus den drei Hauptsängern Jahiasar Faraschjan (* 2. November 1988), Julija Schyschko (* 28. Januar 1989) und Arzjom Michalenka (* 23. Januar 1990) sowie zwei Backgroundsängern, dem Zwillingspaar Aljona und Ninel Karpowitsch (* 3. März 1985).
Nachdem die Vorentscheidung zum ESC 2010 zunächst im Fernsehen stattfand (dort trat die Gruppe mit dem Lied Far Away an und belegte den zweiten Platz, der Gewinner ist unbekannt), wurde die Gruppe schließlich intern gewählt. Später gab man bekannt, dass die Gruppe mit einem anderen Lied als ursprünglich vorgesehen antreten würde. Mit dem Titel Butterflies konnte sich die Gruppe im ersten Halbfinale am 25. Mai für das vier Tage später stattfindende Finale qualifizieren. Dort belegte 3+2 den 24. Platz unter 25 Teilnehmern. Die Formation war bei ihrem Auftritt von Robert Wells am Klavier unterstützt worden.